# Méroterpène
Un méroterpène ou méroterpénoïde est un composé chimique possédant une structure partielle de terpénoïde, c'est-à-dire des dérivés de terpènes qui sont liés à d'autres familles de composés.

## Exemples

### Composés terpénophénoliques
Les composés terpénophénoliques sont des composés possédant une partie terpène et une partie phénol. Les plantes des genres Humulus et Cannabis produisent des métabolites terpénophénoliques. On compte parmi ces composés :
- le bakuchiol
- le ferruginol
- le mutisianthol
- le totarol

Des composés terpénophénoliques ont aussi été isolés chez l'animal. Les méthoxyconidiol, épiconicol et didéshydroconicol, qui ont été isolés de l'ascidie Aplidium aff. densum, présentent une activité antiproliférative.